# إسحاق بروس
إسحاق بروس (بالإنجليزية: Isaac Bruce) (و. 1972  م) هو لاعب كرة قدم أمريكية، من الولايات المتحدة، ولد في فورت لاودردال، فلوريدا، يلعب كمستقبل واسع ‏.

## التعليم
تعلم في ثانوية ديلارد ‏.

## روابط خارجية
- إسحاق بروس على موقع مرجع كرة القدم المحترفة.كوم (الإنجليزية)
- إسحاق بروس على موقع قاعة تينيسي للمشاهير الرياضية (الإنجليزية)
- إسحاق بروس على موقع قاعة ميسوري للمشاهير الرياضية (الإنجليزية)